# 佐伯久良麻呂
佐伯 久良麻呂（さえき の くらまろ）は、奈良時代の貴族。名は久良万侶とも記される。官位は従四位上・左京大夫。

## 経歴
天平宝字8年（764年）藤原仲麻呂の乱終結後に行われた叙位において従五位下に叙爵し、天平神護3年（767年）豊後守に任ぜられる。
光仁朝に入り、宝亀2年（771年）民部少輔として京官に遷る。宝亀5年（774年）従五位上・近江介に叙任され再び地方官に転じる。宝亀7年（776年）5月初旬に出羽国志波村で蝦夷が反乱を起こしたことから、同月中旬に蝦夷征討のために陸奥鎮守権副将軍を兼ねる。その後、久良麻呂は乱の鎮圧に成功したらしく、宝亀9年（778年）正五位下への叙位と、勲五等の叙勲を受けた。また同年皇太子・山部親王の春宮亮に任ぜられている。
光仁朝末の天応元年（781年）正月に正五位上に叙せられると、同年4月の山部親王の即位（桓武天皇）に伴って従四位下に再び昇叙され、5月には中衛中将に任ぜられている。その後、延暦4年（785年）従四位上に叙せられ、延暦5年（786年）には左京大夫に遷っている。

## 官歴
『続日本紀』による。
- 時期不詳：正六位上
- 天平宝字8年（764年） 10月7日：従五位下
- 天平神護3年（767年） 8月11日：豊後守
- 宝亀2年（771年） 7月23日：民部少輔
- 宝亀5年（774年） 正月7日：従五位上。7月21日：近江介
- 宝亀7年（776年） 5月12日：兼陸奥鎮守権副将軍
- 宝亀9年（778年） 2月23日：春宮亮（皇太子・山部親王）。6月25日：正五位下、勲五等
- 天応元年（781年） 正月3日：正五位上。4月15日：従四位下。5月7日：中衛中将
- 天応2年（782年） 2月7日：兼丹波守。6月20日：衛門督
- 延暦4年（785年） 8月7日：従四位上
- 延暦5年（786年） 正月28日：左京大夫。9月29日：大和国班田右長官